# 諾德托彭冰原島峰
71°29′S 25°14′E / 71.483°S 25.233°E
諾德托彭冰原島峰（挪威語：Nordtoppen i Dronning Maud Land）是南極洲的冰原島峰，位於毛德皇后地的朗希爾德公主海岸，處於奧斯特坎帕內山以北30公里，海拔高度1,100米，挪威製圖師根據該國探險隊的空中照片繪入地圖，現時由南極條約體系管理。